# جون غوغان
جون غوغان (بالإنجليزية: John Gaughan)‏ هو مهندس أمريكي، ولد في 1940.

## وصلات خارجية
- الموقع الرسمي
- جون غوغان على موقع IMDb (الإنجليزية)